# Musée schaerbeekois de la bière
Le Musée schaerbeekois de la bière est un musée consacré aux bières belges.
L'asbl du musée a été créée le 9 mars 1993, tandis que le musée a ouvert ses portes pour la 1re fois un an plus tard, le 25 mars 1994.
Le musée propose une collection de plus de 2000 différentes bouteilles de bières belges ainsi que 5000 verres .
D'anciennes machines qui servaient à la fabrication de la bière, des outils de tonneliers, des enseignes, plateaux, objets publicitaires divers, documents anciens et tout cela de brasseries existantes ou disparues,. C'est le personnage folklorique Pogge qui guide le visiteur grâce aux différents panneaux didactiques. Le musée présente également la reconstitution d'un estaminet des années 1900-1930.
Une bière ambrée à 9°, la Schaerbeekoise, est produite en l'honneur du musée par la brasserie Van den bossche, ainsi qu'une triple blonde, l'Eizelkop à 8,10% produite par la brasserie de l'hermitage. Ces 2 bières ainsi que d'autres bières belges, sont servies dans la spacieuse taverne du musée, installée dans les anciens ateliers techniques de l'école de la rue de la Ruche.

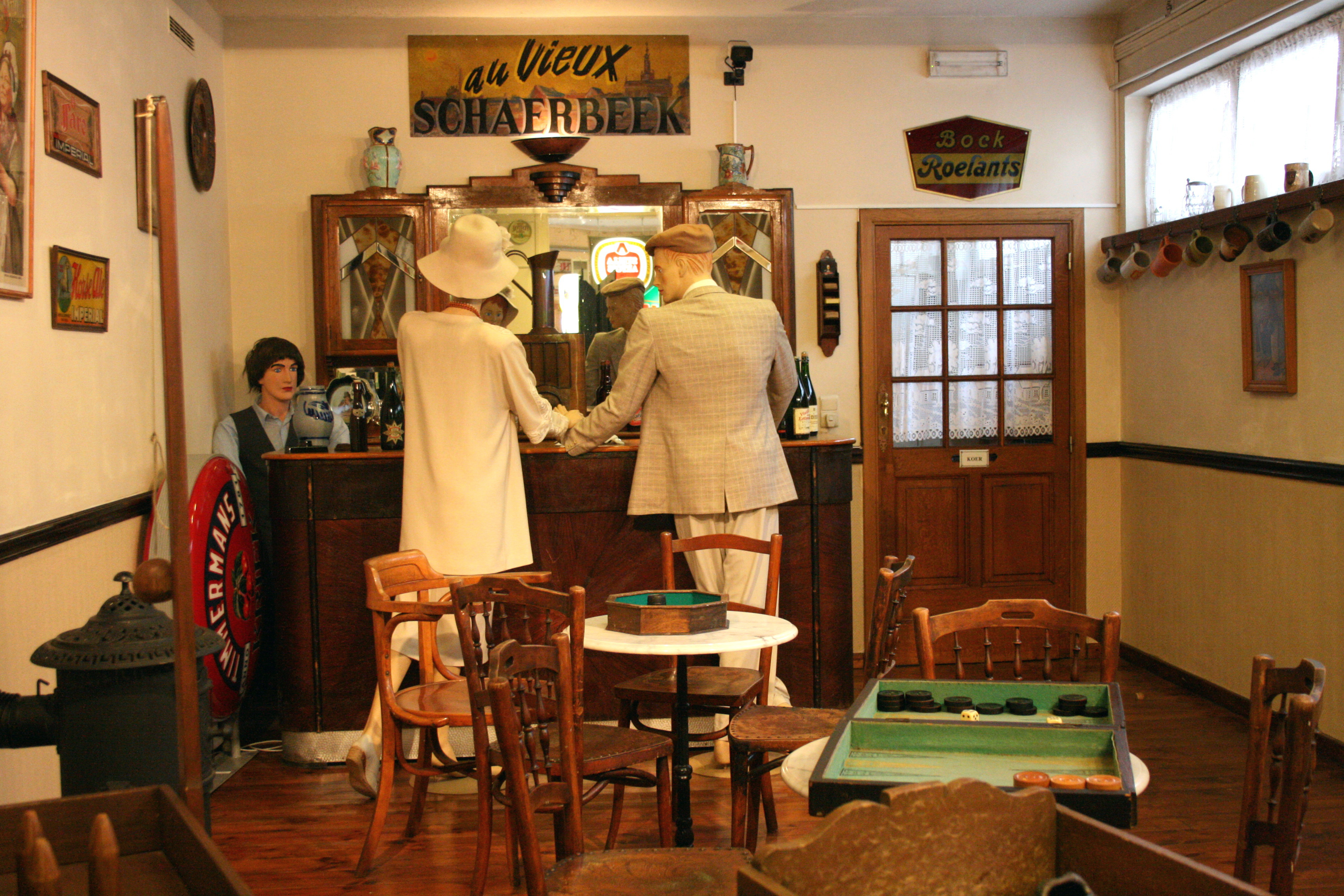
Estaminet Au Vieux Schaerbeek